# Торопови
То́ропови (рос. Тороповы) — присілок у складі Орловського району Кіровської області, Росія. Входить до складу Орловського сільського поселення.
Населення становить 10 осіб (2010, 14 у 2002).
Національний склад станом на 2002 рік — росіяни 100 %.